# Escritura clerical china
La escritura clerical (en chino tradicional, 隸書; en chino simplificado, 隶书; pinyin, lìshū) es un estilo arcaico de caligrafía china que se desarrolló entre el período de los Reinos combatientes y la dinastía Qin, fue dominante en la dinastía Han y permaneció en uso durante los períodos Wei y Jin.

## Orígenes
La escritura clerical se desarrolló a principios de la dinastía Han en el siglo III a. C.. Reemplazó a la escritura de sello pequeño en un proceso que es conocido como lìbiàn (en chino tradicional, 隸變; en chino simplificado, 隶变) durante el cual los textos escritos en xiǎozhuàn se reescribieron en lìshū. Hay tradiciones históricas que datan de la dinastía Han que atribuyeron erróneamente la creación de la escritura clerical a la dinastía Qin y, en particular, a Chéng Miǎo, de quien se dice que la inventó a instancias de Qin Shi Huang. Otro relato tradicional es que fue inventado por los escribas del gobierno, en particular aquellos involucrados en la justicia y los sistemas penales. Sin embargo, a partir de los materiales escritos desenterrados por los arqueólogos, ahora se sabe que todas las etapas de la escritura china experimentaron períodos de evolución natural y ninguna de ellas fueron invenciones de una sola persona. Además se ha argumentado que la escritura clerical ya era de uso popular antes de ser establecido por los escribas del gobierno y su uso por los escribas de la dinastía Qin simplemente refleja esta tendencia.